# Bobby Samaria
Richard „Bobby“ Samaria (* 21. Februar 1970 in Grootfontein, Südwestafrika) ist ein namibischer ehemaliger Fußballprofi sowie Fußballtrainer. Er war von Juli 2019 bis Juni 2022 interimistisch Nationaltrainer der namibischen Fußballnationalmannschaft. Samaria gilt als der beste Trainer Namibias.
Samaria war als Spieler unter anderem bei den Erstligisten Eleven Arrows und Black Africa im Mittelfeld aktiv. Er gewann als Trainer mit den African Stars 2009, 2010 und 2017/18 die namibische Meisterschaft. 2015 wurde er mit dem Tigers FC, 2010 und 2018 mit den African Stars Pokalsieger. 2010 und 2018 gelang Samaria somit das Double aus Meisterschaft und Pokal.